# Cuza Vodă
Cuza Vodă es una comuna ubicada en el distrito de Galați, Rumania.

## Superficie
Posee una superficie de 25,56 kilómetros cuadrados.

## Demografía
Hasta 2021 la población era de 2281 habitantes, con una densidad de población de 89,24 habitantes por kilómetro cuadrado.